# Pecannoot
De pecannoot (Carya illinoinensis) is een bladverliezende, tot 40 of 50 meter hoge boom uit de okkernootfamilie (Juglandaceae). De bladeren zijn afwisselend geplaatst, oneven geveerd en 30–50 cm lang. De deelblaadjes zijn ei- tot lancetvormig, 10–20 cm lang en aan de randen gezaagd. De geliggroene bloemen groeien in tot 12 cm lange bloeiwijzen.
De vruchten zijn langwerpig-ovale tot cilindrische nootvruchten. De schil is roodbruin van kleur en bezet met donkerbruine strepen. Het zaad is net als bij de walnoot sterk gegroefd. Het heeft een zoetig tot nootachtige smaak. De zaden bevatten tot 75% vet en circa 10% eiwit. Hiernaast bevatten ze veel zink en vitamine B1. Een handje pecannoten (25 g) bevat ongeveer een kwart van de aanbevolen dagelijkse hoeveelheid zink en 18% aan vitamine B1.
De zaden van de noot worden rauw gegeten. Ook worden ze vaak geroosterd en gezouten aangeboden of voor de garnering van gebak, zoetwaren en ijs gebruikt. De olie die uit de vruchten kan worden gewonnen is eetbaar, maar wordt overwegend in de cosmetica-industrie gebruikt. Het wordt gebruikt voor de productie van kleurstoffen en zeep. Het hout van de boom is hard en wordt voor de fabricage van parket gebruikt. Qua belang ligt de pecannoot voor het gebruik als hardhout in de Verenigde Staten direct onder walnoten- en kersenhout. Omdat de plant een diep wortelsysteem heeft wordt de boom ook aangeplant om erosie tegen te gaan.
De pecannoot komt van nature voor in het zuiden van de Verenigde Staten. Hij wordt in gebieden met een subtropisch of warm gematigd klimaat aangeplant. Ook in het Nederlandse klimaat kunnen pecannoten groeien, in het bijzonder de meest noordelijke rassen uit de Verenigde Staten. Hoofdproducent van de pecannoten zijn de Verenigde Staten die jaarlijks 150.000 tot 200.000 ton produceren.

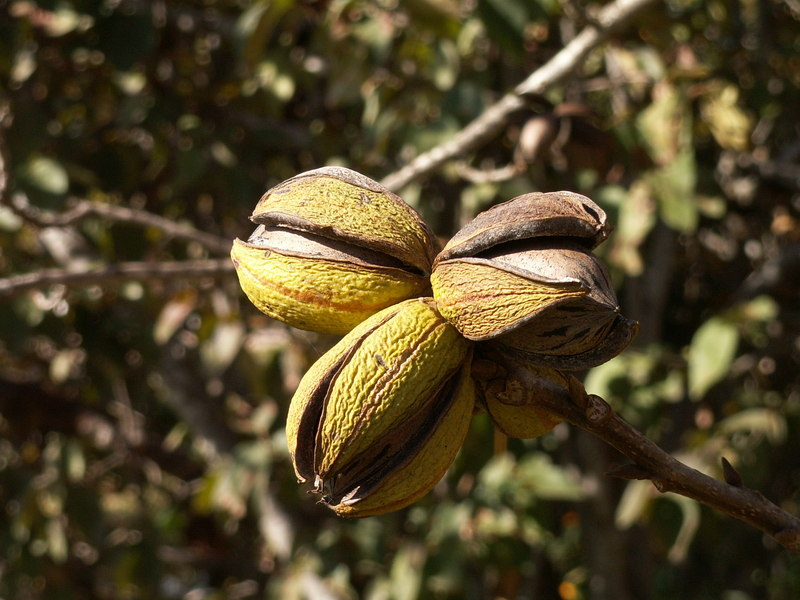
Rijpe pecannoten aan de boom

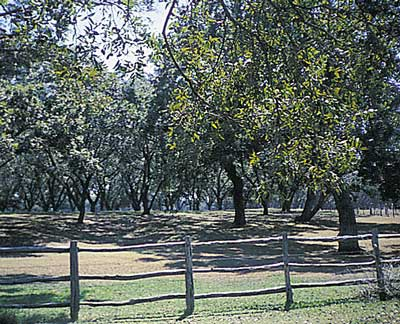